# タカラヅカ'68
『タカラヅカ '68』は宝塚歌劇団の作品。

## 雪組 宝塚大劇場公演
形式名は「グランド・ショー」。12場。
公演期間は1968年12月3日から12月26日まで。
併演は『一寸法師』。

### スタッフ
- 構成・演出：海野洋司、酒井澄夫
- 音楽：中井光晴、入江薫、河崎恒夫、寺田瀧雄、吉崎憲治
- 歌唱指導：水島早苗
- 音楽指揮：溝口尭
- 振付：岡正躬、佐々木和男、鈴木武、県洋二、朱里みさを
- 装置：石浜日出雄
- 衣装：静間潮太郎
- 照明：今井直次
- 小道具：上田特市
- 効果：村上茂
- 録音：松永浩志
- 演出助手：太田哲則
- 製作：野田浜之助

### 主な出演
- 光の歌手、トリスタン、トニー：真帆志ぶき
- 歌う娘、イゾルデ：大原ますみ
- マリア：可奈潤子
- フランツ：亜矢ゆたか
- エミリア：竹里早代
- 王子：汀夏子
- フラメンコ：豊みのる
- 魔女：大路三千緒